# Ԝ
Cette page contient des caractères spéciaux ou non latins. S’ils s’affichent mal (▯, ?, etc.), consultez la page d’aide Unicode.
Ne doit pas être confondu avec la lettre latine W.
La lettre Ԝ (en minuscule ԝ), appelé we, est une lettre de l’alphabet cyrillique qui était utilisée dans l’écriture du kurde, du yaghnobi et du youkaguir.

## Utilisations
En turcologie, Vassili Radloff utilise le wé ‹ Ԝ, ԝ › dans l’alphabet mixte (mélangeant des lettres latines et cyrilliques) de son dictionnaire des dialectes de langues turques en quatre volumes publié de 1893 à 1911.

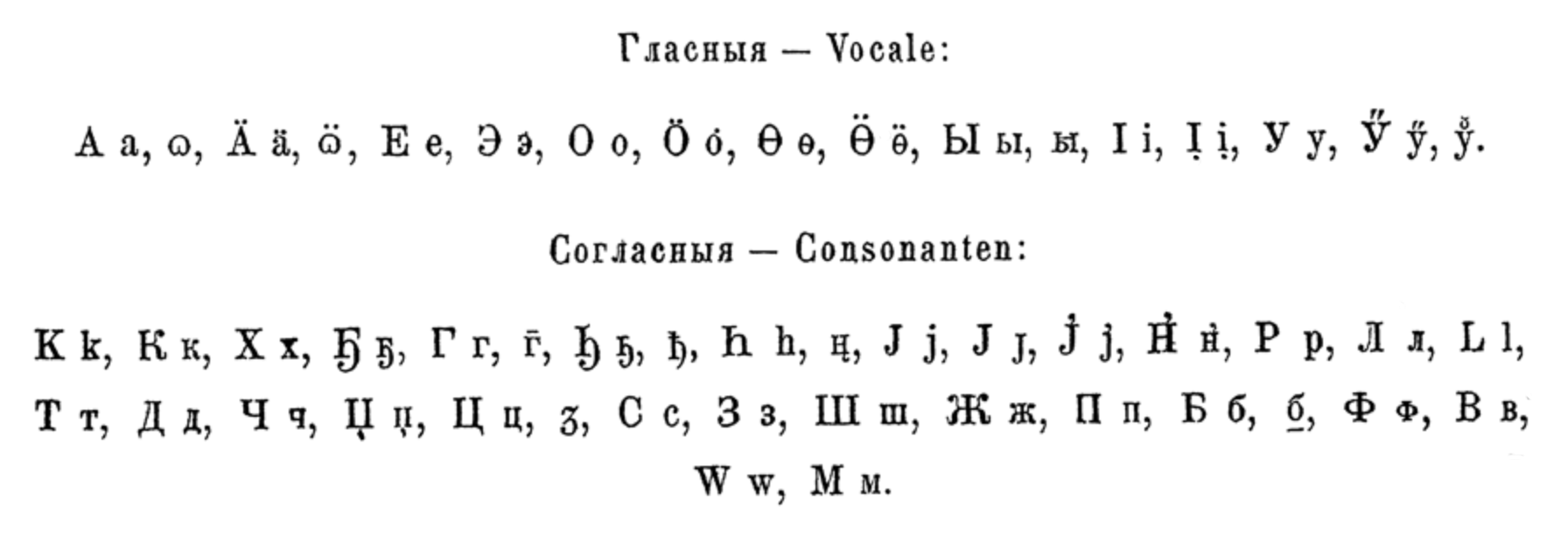
Alphabet dans Radloff 1893.

En kurde, elle représente la consonne spirante labio-vélaire voisée /w/ et est utilisée par les Kurdes de l’ex-URSS.
Sa translittération selon la norme ISO 9 est w (la lettre latine).

## Représentations informatiques
Le we peut être représenté avec les caractères Unicode suivants :
| formes    | représentations | chaînes de caractères | points de code | descriptions                   |
| --------- | --------------- | --------------------- | -------------- | ------------------------------ |
| capitale  | Ԝ               | Ԝ                     | U+051C         | lettre majuscule cyrillique we |
| minuscule | ԝ               | ԝ                     | U+051D         | lettre minuscule cyrillique we |